# Nicolae Artimov
Nicolae Artimov este un canoist⁠(d) român de sprint care a concurat la începutul anilor 1960. A câștigat o medalie de argint în proba K-4 de 1000 m la Campionatele Mondiale ICF de canoe sprint din 1963⁠(d) de la Jajce⁠(d).

## Distincții
- Ordinul Muncii clasa a III-a (15 februarie 1963) „pentru victoriile obținute în anul 1962 pe plan internațional în întrecerile de rugbi și sporturi nautice”[1]